# Salta-roques del Cap
El salta-roques del Cap (Chaetops frenatus) és un ocell de la família dels quetòpids (Chaetopidae).

## Hàbitat i distribució
Viu als vessants rocosos de Sud-àfrica al sud-oest de la província del Cap.